# Тульцево (Печорский район)
Тульцево (латыш. Tuļceva) — деревня в Печорском районе Псковской области России. Входит в состав сельского поселения «Лавровская волость».
Расположена на крайнем юго-востоке волости, в 18 км к юго-востоку от волостного центра, деревни Лавры, и в 52 км к югу от райцентра, города Печоры. В 5 км к западу проходит граница c Латвией.
C 1920 до 1944 гг. входила в состав Яунлатгальского (Абренского) уезда Латвии.

## Население
Численность населения деревни по оценке на конец 2000 года составляла 36 жителей.
| 2001 | 2002 | 2010 |
| ---- | ---- | ---- |
| 36   | ↘31  | ↘16  |